# 北洋客籍學堂
北洋客籍学堂，又称天津客籍学堂，是清朝末年天津创办的一所中等教育学堂，主要招收顺天、直隶两地随宦子弟入学，是天津最早的客籍学堂，也是当时中国办学规模较大的客籍学堂，学堂经费概由官款拨给。
北洋客籍学堂由时任直隶总督袁世凯于1905年（光绪三十一年）创办，首任监督为蔡儒楷。1911年，直隶提学使傅增湘令北洋客籍学堂停办，并入公立南开中学堂（今天津市南开中学）。

## 历史沿革
清朝实行异地任官回避制度，官员携家眷赴外省任职，相比本地户籍居民，异地人士为客籍。清末推行新政，科举制度废除，从此只有学堂选官一种明确的仕途方式。因此在取消科举后，本籍与客籍在学额的分配上竞争更加激励，随着本土士绅权力的扩大，限制客籍学额的做法愈演愈烈，最终蔓延为全国范围内各地的学额争端，最终导致异地客籍官宦子弟面临入学困难。客籍学堂作为清末新政中专门解决随眷子弟教育的特殊学堂，专肆招收客籍学生，解决异地任职官员子弟教育问题。
1905年9月，直隶总督袁世凯在河北新区天津直隶总督衙门附近设立北洋客籍学堂，学堂办学经费概由官款拨给，成为当时全国范围内一所办学规模较大的客籍学堂，专门招收顺天、直隶两地随宦子弟，提供中等程度的教育，袁世凯之子袁克文和袁克暄亦在就读之列。学堂前两任监督蔡儒楷、罗惇曧均短暂任职，1906年12月，汉文正教员兼经学教员孙雄继任学堂监督，在管理上订立“班长学长规则”和“勤学立品分数细章”。
1910年，因长芦盐业经营不佳，私立南开中学堂陷入困难，严修与直隶提学使傅增湘协商解决。宣统三年（1911年）3月，傅增湘决定对学制进行调整，将北洋客籍学堂、长芦官立中学堂，原本拨给两所学堂的经费也一并拨归南开中学堂支用。合并后，因获得官办经费，一度更名为“公立南开中学堂”，学生人数增至500人，同时保留50人名额专门招收客籍子弟入读。北洋客籍学堂自此停办，遂将其天纬路校址馆舍及器具皆让与北洋女师范学堂。

## 课程及师资

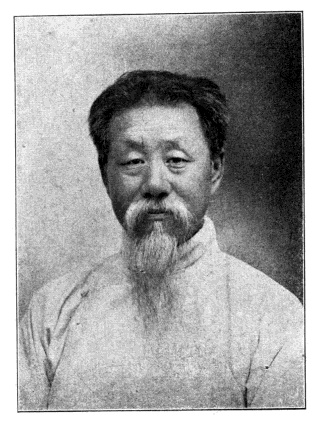
曾在北洋客籍學堂任教的地理学家张相文

北洋客籍学堂初具近代学校形制，课程兼具传统文化和现代西学，涵盖经学、修身等传统中国学科，现代西学方面教授地理、法政、理科、图画、算学等现代课程，同时，教授英文、法文两门外语课程。由于学堂教授外文课程，部分学生日后可留洋，如柴春霖考取官费生留美入读威斯康星大学。
学堂设有住宿设施，可容纳90余名住宿生，还建有操场供学生活动，教授体操等体育课程。
北洋客籍学堂主要招收顺天、直隶两地随宦子弟入学，幕府宾僚子弟得主官允许，亦可送考。学堂师资包括12名教员，其中有1名英国人和1名法国人。由于袁世凯的支持，学堂聘请了收藏家、古钱币学家方尔谦、中西医汇通学派的代表人物张锡纯、地理学家张相文等多位知名学者执教。

## 历任监督

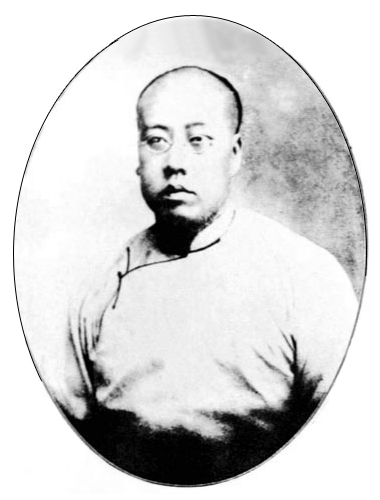
北洋客籍学堂首任监督蔡儒楷

- 蔡儒楷，江西南昌人，光绪丁酉（1897年）科举人，北洋客籍学堂首任监督，后历任北洋大学堂监督、直隶省教育司司长兼国立北洋大学校长、北洋政府教育总长、山东巡抚使等职[3]。
- 罗惇曧，广东顺德人，光绪癸卯（1903年）科副贡，曾任北洋客籍学堂第二任监督，民国后曾任总统府秘书、参议、国务秘书等职[3]。
- 孙雄，江苏常熟人，光绪癸巳恩科（1893年）举人，曾任京师大学堂文科监督，后受聘为北洋客籍学堂汉文正教员兼经学教员，后升任第三任监督[3]。

## 校友
北洋客籍学堂主要招收要招收顺天、直隶两地随宦子弟入学，幕府宾僚子弟得主官允许，亦可送考。因此，入读的学生中多以外省官员子弟为主，其中不乏家世显赫的人物，如：袁世凯之子袁克文和袁克暄、安徽督军倪嗣冲之子倪道杰、锦州知府柴樸之子柴春霖等。此外，知名校友还包括诗人林庚白等。